# Berezan
Berezan (em ucraniano:  Березань) é uma cidade da Ucrânia, situada no Oblast de Kiev. Tem 32,92 km² de área e sua população em 2020 foi estimada em 16.383 habitantes.